# Östra kinesiska järnvägen
Östra kinesiska järnvägen är en järnvägslinje i Manchuriet i nordöstra Kina. Det är en bibana från den långa transsibiriska järnvägen som sträcker sig ända in till Korea-halvön. Från augusti 1945 kallades den Kinesiska Changchun-järnvägen och från 1953 heter den officiellt Harbin-järnvägen
Den anlades mellan 1897 och 1903 som en bibana till den Transsibiriska järnvägen och knöt Tjita till Vladivostok och till Port Arthur via bibanan Sydmanchuriska järnvägen. Järnvägen gick igenom Manchuriet som tillhörde Qingimperiet i Kina, men ägdes av ryska staten. Järnvägsföretaget hade sitt huvudkontor i Harbin.
Som ett resultat av sitt nederlag rysk-japanska kriget 1905 fick Ryssland avstå Sydmanchuriska järnvägen till Japan, som därigenom fick ett viktigt fotfäste i södra Manchuriet. Under det Ryska inbördeskriget 1917-1924 kontrollerade den Vita armén den ryska delen av järnvägen och efter 1924 kontrollerades järnvägen gemensamt av Sovjetunionen och Republiken Kina. 1929 utkämpades ett krig mellan Kina och Sovjetunionen om kontrollen över järnvägen, vilket ledde till att den gemensamma kontrollen över järnvägen återupptogs.
Som en konsekvens av Japans upprättande av lydstaten Manchukuo tvingades Sovjetunionen överlåta kontrollen av järnvägen till Manchukuos myndigheter. När Sovjetunionen angrep Japan och Manchukuo i Operation Augustistorm 1945 återföll järnvägen åter under sovjetisk kontroll.
I samband med att ett vänskaps- och biståndsavtal undertecknades i Moskva mellan Sovjetunionen och Folkrepubliken Kina den 14 februari 1950 i Moskva överfördes ägarskapet till Kina, vilket genomfördes 1952.